# Roelof Bleker
Roelf Wolters (Roelof) Bleker (Appingedam, 9 juni 1967) is een Nederlands bestuurder. Sinds 1 februari 2022 is hij burgemeester van Enschede.

## Loopbaan
Bleker studeerde van 1985 tot 1993 technische bedrijfskunde aan de Universiteit Twente. Van 1993 tot 1996 werkte hij daar als docent HRM en projectleider. Van 1996 tot 2001 werkte Bleker bij een adviesbureau in de zorg. Van 1994 tot 2002 was hij voor de PvdA gemeenteraadslid in Enschede, vanaf 1998 als fractievoorzitter. Van 2001 tot 2010 was hij er wethouder en had hij in zijn portefeuille stedelijke ontwikkeling, inclusief woningbouw, beheer openbare ruimte en herstructurering. Later is daar cultuur bij gekomen. Zijn belangrijkste project was de wederopbouw van Roombeek.
Van 2010 tot 2018 was Bleker dijkgraaf van het Waterschap Rivierenland. Van 2018 tot 2022 was hij voorzitter van het college van bestuur van de Hogeschool voor de Kunsten Utrecht. Op 6 december 2021 werd Bleker, die inmiddels partijloos is, door de gemeenteraad van Enschede voorgedragen als burgemeester. Op 14 januari 2022 werd bekend dat de ministerraad de voordracht heeft overgenomen en hem bij koninklijk besluit liet benoemen per 1 februari 2022.
Bleker baarde in december 2023 opzien door bij de viering van het 95-jarig bestaan van de Enschedese Synagoge niet naast de Israëlische ambassadeur te willen zitten. Volgens Bleker zou hij dan partij kiezen in de oorlog tussen Hamas en Israël. Ook mochten er geen foto's worden gemaakt van hem en de ambassadeur. Een dag na de bijeenkomst bood Bleker zijn excuses aan. 
Bleker is, naast zijn nevenfuncties ambtshalve, lid van de raad van commissarissen van woningcorporatie Portaal. Hij is getrouwd en heeft twee kinderen.